# Джовани Куерини Стампалия
Вижте пояснителната страница за други личности с името Джовани.
Джовани Куерини Стампалия (на италиански: Giovanni Querini Stampalia) (5 май 1799 - 25 май 1869) е италиански предприемач и филантроп. Произхожда от рода Куерини, един от най-старите знатни родове още от основаването на Венецианската република.
Джовани е син на Алвизе Куерини Стампалия и Мария Тереза Липомано. Баща му е бивш посланик на Венецианската република в Париж, а след свалянето на републиката от Наполеон I участва в политическия живот като държавен съветник. Майка му е високообразована жена с огромна култура. Освен трима братя, които умират като деца, Джовани има и сестра Катерина, омъжена за падуанския граф Джироламо Полкастро.
От малък той има трудни отношения с родителите си – бащата често отсъства по работа, а майката управлява семейството по твърде авторитарен начин. Заради срамежливия си характер, а и от желание да се опълчи на майка си, която много настоява да я дари с потомци, той никога не се жени, въпреки големия натиск от страна на семейството му.
Интересите на Джовани Куерини Стампалия обхващат латински и гръцки език, литература, нумизматика, хералдика и природни науки. Той е ценител на поезията и изобразителното изкуство, а освен това взима уроци по фехтовка.
От 1850 г. Джовани Куерини Стампалия започва да дарява големи суми на Венецианския университет и на Венецианския институт на науките и изкуствата. Дарява за болници във Венеция иновативни апарати, изгражда заведения за лечение на болни от туберкулоза деца. Малко преди смъртта си през 1869 г. основава и фондация „Куерини Стампалия“ и завещава цялото си имущество и двореца Палацо Куерини Стампалия с огромната му библиотека на град Венеция. Днес дворецът е отворен денонощно за студенти и учени, които могат да се възползват от безценните му архиви.